# 목동아이스링크
목동아이스링크는 서울특별시 양천구 안양천로 939 (목1동 914)에 위치한 아이스링크이다. 전에는 아시아리그 아이스하키 대명상무하고 대명 킬러웨일즈의 홈구장이기도 하다. 현재는 대학아이스하키리그 연세대학교 홈구장이다.

## 연혁
- 1986년 3월 : 아이스링크 건설 시작
- 1987년 12월 : 기공식
- 1989년 11월 : 준공식
- 1989년 12월 : 목동 아이스링크 개장

## 건물
- 건축면적 : 6,017 m2
- 연면적 : 14,700 m2
- 구조 : 철근 콘크리트 라멘조 및 스페이스 프레임 구조, 1층 주경기장 바닥은 포스트텐션 공법
- 층수 : 지하 1층, 지상 2층

## 시설
- 주경기장 면적 : 30m × 61m (국제 규격)
- 보조경기장 면적 : 30m × 61m (국제 규격)
- 관람석 : 5,000석
- 선수대기실 : 10실 (화장실, 샤워실 포함)